# Вирус Ланъя
Вирус Ланъя, лат. Langya henipaVirus, краткое название LayV — вид зоонозных вирусов рода henipavirus, вызывающий респираторные заболевания у людей. Естественный резервуар — животные в западной части Китая и Непале, вероятнее всего вирус циркулирует в популяции землероек.

Вирус Ланъя впервые выделен у госпитализированного больного в 2022 году. Он наиболее похож на вирус Моцзян, принадлежащий к тому же роду генипавирусов и обнаруженный в Китае за 10 лет до того.

## Описание
Вирус Ланъя сходен с вирусами Нипах и Хендра, а генетически он наиболее близок к вирусу Моцзян, который был обнаружен на юге Китая в провинции Юньнань в 2012 году.
Этот вирус способен передаваться от животных людям, с апреля 2018 до августа 2022 года им заразились 35 человек, в основном крестьяне. У людей вирус вызывает респираторные заболевания вплоть до тяжёлой пневмонии.
Механизм проникновения вируса Ланъя в клетку на 2022 год не выяснен.

## История открытия
Вирус Ланъя выделен в 2022 году из госпитализированной больной 53 летней женщины. Исследователи назвали вирус 瑯琊病毒 (Lángyá bìngdú) с отсылкой к историческому названию Округ Ланъя той местности на границе современных китайских провинций Шаньдун и Хэнань, где вирус был обнаружен.
На 2022 год пути циркуляции вируса в зооценозе точно неизвестны. Из лабораторных исследований учёные предположили, что наиболее вероятным носителем являются землеройки.

## Опасность для человека
Среди генипавирусов имеются опасные для человека вирусы Нипах и Хендра, вызывающие тяжёлые заболевания с возможностью летального исхода, поэтому похожий на них вирус Ланъя представляет потенциальную опасность для населения, проживающего в ареале его распространения. Судя по опросам госпитализированных больных, этот вирус имеет большой инкубационный период — госпитализированные с ним больные сообщили, что контактировали с животными за месяц до появления симптомов заболевания. Несмотря на это, благодаря отсутствию пути передачи вируса Ланъя от человека к человеку, риска возникновения эпидемии нет (по данным на 2022 год).
Однако вирусам рода генипавирусов, к которому относится вирус Ланъя, свойственно быстро мутировать, поэтому требуется держать этот вирус под наблюдением, чтобы не пропустить мутацию, допускающую передачу вируса от человека к человеку. Эпидемиологическая служба Тайваня занялась мониторингом — проводит регулярное тестирование образцов на геном вируса Ланъя.
У заражённых вирусом Ланъя больных наблюдались лихорадка и кашель, нередко требуется госпитализация.